# Sophie Evans
Sophie Evans (ur. 20 lutego 1976 w Segedynie) – węgierska aktorka filmów pornograficznych. Zagrała w ponad 300 filmach. W 2001 na międzynarodowym festiwalu filmów erotycznych w Barcelonie otrzymała nagrodę dla najlepszej aktorki, a 2003 zdobyła nagrodę publiczności.

## Życiorys

### Wczesne lata
Urodziła się w Szeged w rodzinie chrześcijańskiej jako jedna z dwóch córek pary biologów. W połowie lat 80. jej rodzice uzyskali granty badawcze na Uniwersytecie Tennessee; matka z badań biomedycznych, a ojciec z biologii molekularnej i genetyki. Przez trzy lata wraz z rodzicami i siostrą mieszkała w Stanach Zjednoczonych. W 1990 rodzina powróciła do Budapesztu. Po ukończeniu liceum, Sophie Evans studiowała psychologię na Uniwersytecie w Budapeszcie. Mając 18 lat zaczęła pracować jako kelnerka i pozowała jako fotomodelka reklamująca bieliznę. Podczas letnich wakacji dorabiała w Atenach w Grecji w klubie ze striptizem. W 1994 spędziła sześć miesięcy w klubie w Toronto i Windsor w Kanadzie, gdzie dorabiała jako tancerka urozmaicająca imprezy striptizem. W 1997 przeniosła się do Asturii w Hiszpanii. Studiowała aktorstwo w Centro de Estudios de las Artes Cinematográficas y Escénicas w Barcelonie.

### Kariera
W wieku 21 lat w towarzystwie przyjaciela, węgierskiego fotografa László Farkasa, wyjechała do Barcelony, gdzie występowała w Sala Bagdad z Ramónem Nomarem zarabiając 900 euro tygodniowo. Zadebiutowała w filmowej branży porno pod pseudonimem Leslie. Riccardo Billi i Luca Damiano zaangażowali ją do pastiszu tragedii Oscara Wilde’a Salome – International Film Group (IFG) Salomé (1997). Następnie u Joe D’Amato wzięła udział w wysokobudżetowej produkcji Goya, naga Maja (Goya, la Maja desnuda, 1997) o obrazie hiszpańskiego malarza Francisco Goyi Maja naga. Już pod pseudonimem Sofie Evans wystąpiła w roli Romay w horrorze Ángel Mory GoreX: The Zombi Horror Picture Show (1997). 
Podczas Festival Internacional de Cine Erótico de Barcelona (FICEB) poznała José Maríę Ponce’a Berenguera i jego partnerkę, Maríę Bianco, którzy zaangażowali ją do filmów: Perras callejeras (1998), Perras callejeras 2: La venganza de Johnny (1998) i Ruta 69 (2001). Grała w realizacjach Conrada Syna: Nikitax: licencia para follar (1999), Hardtaxi (1999), La follera mayor (1999), La doncella caliente (1999) i Les exxcursionistes calentes (1999).
Brała udział w sesjach „Hustler” i „Penthouse”.

### Obecność w kulturze masowej
Luis García Berlanga zaangażował ją do roli nudystki w komediodramacie Paryż-Timbuktu (París Tombuctú, 1999) u boku Michela Piccoliego. Pojawiła się też w dramacie Dziwka (The Life: What’s Your Pleasure?, 2004) według powieści Isabel Pisano z udziałem Daryl Hannah, Denise Richards i Joaquima de Almeidy, hiszpańskiej komedii Głupia miłość (Amor idiota, 2004) z Santim Millánem, melodramacie Biutiful (2010) u boku Javiera Bardema i komedii No lo llames amor... llámalo X (2011) z Adrianą Ozores.

## Życie osobiste
Podczas pracy na planie filmowym poznała swojego przyszłego męża katalońskiego aktora porno Toniego Ribasa, z którym wzięła ślub 19 grudnia 1998 w Sant Boi de Llobregat. W 2005 doszło do rozwodu.

## Nagrody i nominacje
| Rok  | Nagroda                     | Kategoria                                   | Film         | Rezultat  |
| ---- | --------------------------- | ------------------------------------------- | ------------ | --------- |
| 2000 | IX Premios Turia (Madryt)   | Najlepsza europejska aktorka porno          | –            | Wygrana   |
| 2001 | Ninfa                       | Najlepsza aktorka/występ w wirtualnej serii | –            | Wygrana   |
| 2002 | Ninfa                       | Najlepsza aktorka hiszpańska                | Faust (2001) | Nominacja |
| 2003 | Ninfa                       | Najlepsza aktorka – nagroda publiczności    | –            | Wygrana   |
| 2003 | AVN Award                   | Najlepsza zagraniczna wykonawczyni roku     | –            | Nominacja |
| 2003 | Adam Film World Guide Award | Europejska wykonawczyni roku                | –            | Wygrana   |
| 2007 | Ninfa                       | Całokształt twórczości                      | –            | Wygrana   |
| 2014 | XXIII Premis Turia          | Nagroda El Rincón del Piu (50. rocznica)    | –            | Wygrana   |
| 2015 | Ninfa                       | Całokształt twórczości                      | –            | Wygrana   |
| 2016 | Ninfa                       | Najlepsza aktorka MILF                      | –            | Nominacja |